# Meridiano 65 oeste
El meridiano 65 oeste de Greenwich es una línea de longitud que se extiende desde el Polo Norte atravesando el Océano Ártico, América del Norte, el Océano Atlántico, el Mar Caribe, América del Sur, el Océano Pacífico, el Océano Antártico y la Antártida hasta el Polo Sur.
El meridiano 65º oeste forma un gran círculo con el meridiano 115 este.

## De Polo a Polo
Comenzando en el Polo Norte y dirigiéndose hacia el Polo Sur, el meridiano 65 oeste pasa a través de:
| Coordenadas                       | País, territorio o mar               | Notas |
| --------------------------------- | ------------------------------------ | --- |
| 90°0′N 65°0′O / 90.000, -65.000   | Océano Ártico                        | |
| 83°18′N 65°0′O / 83.300, -65.000  | Mar de Lincoln                       | |
| 82°54′N 65°0′O / 82.900, -65.000  | Canadá                               | Nunavut — Isla de Ellesmere |
| 81°20′N 65°0′O / 81.333, -65.000  | Estrecho de Nares                    | |
| 80°46′N 65°0′O / 80.767, -65.000  | Groenlandia                          | |
| 76°1′N 65°0′O / 76.017, -65.000   | Bahía de Baffin                      | |
| 70°0′N 65°0′O / 70.000, -65.000   | Estrecho de Davis                    | |
| 68°3′N 65°0′O / 68.050, -65.000   | Canadá                               | Nunavut — Isla de Baffin |
| 70°0′N 65°0′O / 70.000, -65.000   | Estrecho de Davis                    | Cumberland Sound |
| 64°29′N 65°0′O / 64.483, -65.000  | Canadá                               | Nunavut — isla de Christopher Hall, las islas Leybourne e isla de Baffin |
| 62°29′N 65°0′O / 62.483, -65.000  | Estrecho de Davis                    | |
| 61°52′N 65°0′O / 61.867, -65.000  | Canadá                               | Nunavut — Isla Edgell e Isla Resolución |
| 61°24′N 65°0′O / 61.400, -65.000  | Estrecho de Hudson                   | |
| 60°10′N 65°0′O / 60.167, -65.000  | Canadá                               | Quebec Terranova y Labrador — Labrador, desde 54°55′N 65°0′O / 54.917, -65.000 Quebec — desde 51°45′N 65°0′O / 51.750, -65.000                                                                             |
| 50°16′N 65°0′O / 50.267, -65.000  | Golfo de San Lorenzo                 | |
| 49°13′N 65°0′O / 49.217, -65.000  | Canadá                               | Quebec — Península de la Gaspesia |
| 48°7′N 65°0′O / 48.117, -65.000   | Bahía Chaleur                        | |
| 47°50′N 65°0′O / 47.833, -65.000  | Canadá                               | Nuevo Brunswick |
| 45°33′N 65°0′O / 45.550, -65.000  | Bahía de Fundy                       | |
| 45°5′N 65°0′O / 45.083, -65.000   | Canadá                               | Nueva Escocia |
| 43°46′N 65°0′O / 43.767, -65.000  | Océano Atlántico                     | Pasando al oeste de Bermudas (en 32°17′N 64°54′O / 32.283, -64.900) |
| 18°23′N 65°0′O / 18.383, -65.000  | Islas Vírgenes de los Estados Unidos | Isla de Santo Tomás |
| 18°21′N 65°0′O / 18.350, -65.000  | Mar Caribe                           | Pasando al oeste de la isla Santa Cruz, Islas Vírgenes de los Estados Unidos (en 17°41′N 64°54′O / 17.683, -64.900) · Pasando al este de Isla La Tortuga, Venezuela (en 10°54′N 65°12′O / 10.900, -65.200) |
| 10°4′N 65°0′O / 10.067, -65.000   | Venezuela                            | Anzoátegui, Bolívar, Amazonas. |
| 1°11′N 65°0′O / 1.183, -65.000    | Brasil                               | Amazonas Rondonia — desde 9°20′S 66°0′O / -9.333, -66.000 |
| 12°0′S 65°0′O / -12.000, -65.000  | Bolivia                              | |
| 22°5′S 65°0′O / -22.083, -65.000  | Argentina                            | |
| 40°46′S 65°0′O / -40.767, -65.000 | Océano Atlántico                     | Golfo de San Matías |
| 42°7′S 65°0′O / -42.117, -65.000  | Argentina                            | |
| 43°16′S 65°0′O / -43.267, -65.000 | Océano Atlántico                     | Pasando a través del Estrecho de Le Maire entre Isla Grande de Tierra del Fuego (en 54°39′S 65°6′O / -54.650, -65.100) e Isla de los Estados (en 54°50′S 64°45′O / -54.833, -64.750), Argentina            |
| 60°0′S 65°0′O / -60.000, -65.000  | Océano Antártico                     | |
| 65°55′S 65°0′O / -65.917, -65.000 | Antártida                            | Territorio reclamado por Argentina, Chile y el Reino Unido |